# Мале ствари (филм из 2021)
Мале ствари (енгл. The Little Things) амерички је неоноар криминалистички филм из 2021. године, писца и редитеља Џона Лија Ханкока и продуцената Ханкока и Марка Џонсона. Радња прати двојицу инспектора (Дензел Вошингтон и Рами Малек) који 1990. године у Лос Анђелесу покушавају да ухвате серијског убицу, што их доводи до чудног самотњака (Џаред Лето) који постаје њихов главни осумњичени. Остале улоге тумаче Крис Бауер, Мајкл Хајат, Тери Кини и Натали Моралес.
Филм Мале ствари објављен је 29. јануара 2021. године у Сједињеним Државама од стране дистрибутера Warner Bros. Pictures, у биоскопима, а на месец дана и на стриминг сервису HBO Max. Филм је добио различите критике критичара, који су похвалили глуму, режију и атмосферу, али су искритиковали сценарио, а неки су га назвали лошом копијом филма Седам из 1995. године. На наградама Златни глобус, Лето је био номинован за најбољу споредну улогу. У Србији, филм је објављен 28. јануара 2021. године.

## Радња
Џо Дикон (Дензел Вошингтон), заменик шерифа округа Керн, бива послат у Лос Анђелес ради онога што би требало да буде пуко преузимање доказа. Уместо тога, Дикон се уплиће у потрагу за убицом који граду не даје мира. За случај је задужен инспектор Џим Бакстер, који, импресиониран његовим детективским умећем, Диконову помоћ прихвата. Међутим, током лова на убицу, Бакстер открива узнемирујуће тајне које би могле да угрозе много више од његовог случаја.

## Улоге
| Глумац               | Улога          |
| -------------------- | -------------- |
| Дензел Вошингтон     | Џо „Дик” Декон |
| Рами Малек           | Џим Бакстер    |
| Џаред Лето           | Алберт Спарма  |
| Крис Бауер           | Сал Рицоли     |
| Мајкл Хајат          | Фло Даниген    |
| Тери Кини            | Карл Фарис     |
| Натали Моралес       | Џејми Естрада  |
| Изабел Арајца        | Ана Бакстер    |
| Џорис Џарски         | Серцент Роџерс |
| Глен Моршауер        | Хенри Дејвис   |
| Софија Василијева    | Тина Салватор  |
| Џејсон Џејмс Ричстер | Вилијамс       |
| Џон Харлан Ким       | Хендерсон      |
| Фредерик Колер       | Стен Питерс    |
| Џудит Скот           | Марша          |
| Маја Казан           | Ронда Ретбурн  |
| Тифани Гонзалез      | Џули Брок      |
| Ана Макитрик         | Мери Робертс   |
| Шејла Холахан        | Пејџ Калахан   |
| Оливија Вошингтон    | Ејми Андерс    |
| Ебони Н. Мајо        | Тамара Ивинг   |
| Ли Гарлингтон        | газдарица      |
| Чарли Сакстон        | Феликс         |